# Theudigisel
Theudigisel, lateinisch Theudigisclus († Dezember 549 in Sevilla) war König der Westgoten von Juni 548 bis Dezember 549.
Im Juni 548 wurde der Westgotenkönig Theudis ermordet und Theudigisel zu seinem Nachfolger erhoben; dass eine Wahl stattfand, ist wahrscheinlich, geht aber aus den Quellen nicht klar hervor. Die Angaben der Geschichtsschreiber (Gregor von Tours, Isidor von Sevilla) zu Theudigisels kurzer Regierungszeit sind sehr spärlich; über seine Herkunft teilen sie nichts mit. In der Forschung ist erwogen worden, Theudigisel mit dem gleichnamigen Sohn des Ostgotenkönigs Theodahad zu identifizieren, doch ist diese Hypothese spekulativ; hinzu kommt, dass der Ostgote möglicherweise bereits 537 den Tod fand.
Nach anderthalbjähriger Regierung fiel Theudigisel einem Mordanschlag zum Opfer. Sein Nachfolger wurde Agila I.